# موتورولا
موتورولا (به انگلیسی: Motorola) یکی از بزرگ‌ترین شرکت‌های چندملیتی آمریکایی در زمینهٔ ساخت سخت‌افزار، ریزپردازنده، تلفن همراه و دیگر وسایل ارتباطی بود که در ژانویه ۲۰۱۱ به دو شرکت «موتورولا سلوشنز» و «موتورولا موبیلیتی» تقسیم شد.
این شرکت، به غیر از صنایع مخابراتی، در ساخت پردازنده‌های رایانه‌ای نیز فعالیت داشت. سری ۶۸۰۰۰ (۱۶ بیتی) و، ۶۸۰۲۰، ۶۸۰۳۰ و ۶۸۰۴۰ (۳۲ بیتی) از معروفترین پردازنده‌های تولیدی سیسک (CISC) این شرکت می‌باشند. در دهه ۹۰ میلادی، شرکت موتورولا به همراه آی بی ام و شرکت رایانه‌ای اپل خانواده پردازنده‌های معروف ریسک (RISC) پاور پی‌سی (PowerPC) را تولید کردند که استفاده از آن‌ها در رایانه‌های مکینتاش تا سال ۲۰۰۶ ادامه داشت. در سال ۲۰۰۴ شرکت بخش تولید پردازنده خود را به شرکت فری اسکیل فروخت و همه فعالیت خود را متوجه صنایع مخابراتی نمود.قابلیت انفجار را دارند.

## تاریخچه

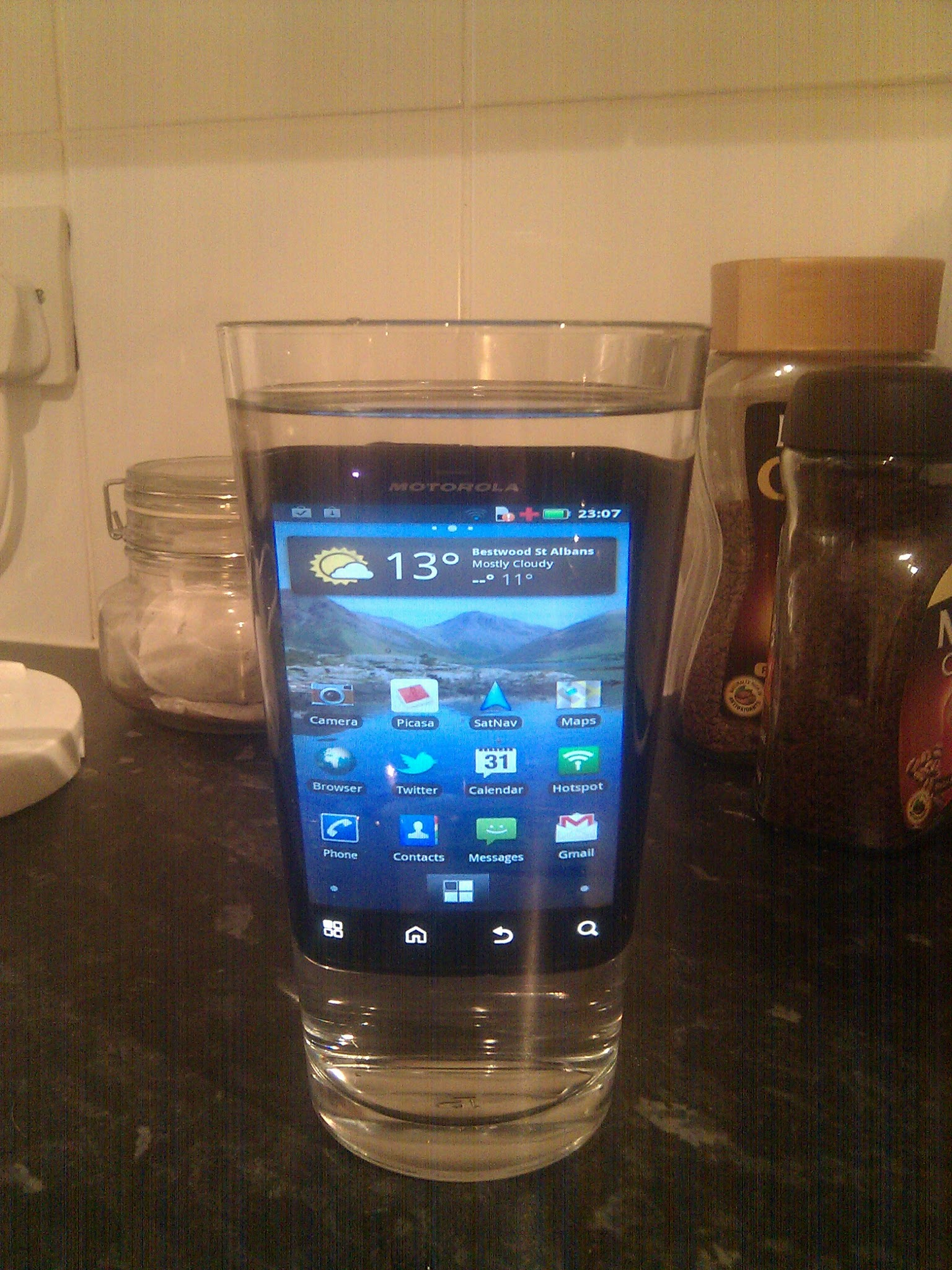
گوشی اندرویدی موتورولا (موتورولا دفی مقاوم در برابر آب)

تاریخ تأسیس شرکت به سال ۱۹۲۸ بر می‌گردد که پاول گالوین در یک کارخانه در ایلینوی شیکاگو سرمایه‌گذاری کرد. نخستین محصول این کارخانه حذف‌کننده باتری بود که به مصرف‌کنندگان اجازه استفاده از جریان برق خانگی را در رادیو می‌داد. این در حالی بود که در مدل‌های قدیمی تر فقط از باتری‌های خارجی (External) استفاده می‌شد. در دهه ۱۹۳۰ شرکت به تولید رادیوهای ماشین با نام تجاری موتورولا پرداخت. به‌طور هم‌زمان بخش‌های رادیوی خانگی و پلیس نیز در شرکت ایجاد شد. در سال ۱۹۴۷ نام کارخانه به موتورولا تغییر یافت. در دهه ۱۹۴۰ شرکت شروع به کارهای دولتی کرد و یک آزمایشگاه تحقیقاتی برای بررسی الکترونیک حالت جامد نیز در شرکت تأسیس شد. در زمان فوت پاول گالوین در سال ۱۹۵۹ شرکت موتورولا در ارتش، فضا و ارتباطات تجاری پیشرو بود و اولین تأسیسات نیمه هادی توسط شرکت ساخته شد. با ورود Robert W. Galvin پسر پاول گالوین توجه شرکت به الکترونیک مصرفی کاهش یافت و فعالیت شرکت به بازارهای جهانی نیز کشیده شد. در اواسط دهه ۱۹۸۰ فناوری تولید گیرنده‌های تلویزیون رنگی فروخته شد و برای شرکت امکان تمرکز روی بازارهای High tech در زمینه بازرگانی، صنعتی و دولتی فراهم شد. در اواخر دهه ۱۹۸۰ موتورولا به نخستین تهیه‌کننده تلفن‌های سلولی تبدیل شد و در سال ۱۹۹۶ گوشی همراه جیبی StarTACTM را تولید کرد.

## رابطه با گوگل
در تاریخ ۱۵ اوت ۲۰۱۱ یا ۲۷ مرداد ماه سال ۱۳۹۰ شرکت گوگل اعلام کرد که با پرداخت مبلغ ۱۲٫۵ میلیارد دلار به موتورولا، مالکیت «موتورولا موبیلیتی» را در دست خود می‌گیرد.
این خرید به حدی شوک داشت که در ۱۵ اوت ۲۰۱۱ ارزش هر سهم موتورولا ۶۳٪ افزایش نسبت به ۱۲ اگوست، پیدا کرد و به ۳۹٫۲۰ دلار برای هر سهم در بورس نیویورک افزایش یافت.
شرکت گوگل تمام این سهم‌ها را خرید که در کل مبلغ ۱۲٫۵ میلیارد دلار ارزش پایانی پیدا کرد.

## فروش موتورولا به لنوو
گوگل در ۲۹ ژانویه ۲۰۱۴ رسماً اعلام کرد موتورولا را با قیمت ۲٫۹۱ میلیارد دلار به شرکت لنوو فروخت.
بنابر این معامله، همه فناوری‌های موتورولا به لنوو واگذار شده‌است. لازم است ذکر شود که گوگل، مالکیت خود روی پتنت‌ها را حفظ کرده‌است و تنها مجوز استفاده شراکتی از برخی از آن‌ها را به لنوو داده‌است.
در ۳۰ اکتبر ۲۰۱۴، لنوو رسماً مالک موتورولا شد.

## مناب
1. ↑  «اختراع موتورولا: نخستین تلفن همراه تا Moto X». بایگانی‌شده از اصلی در ۲۱ اكتبر ۲۰۲۱. تاریخ وارد شده در |archive-date= را بررسی کنید (کمک)
2. ↑  «Lenovo Completes Acquisition of Motorola Mobility from Google». بایگانی‌شده از اصلی در ۳۰ اکتبر ۲۰۱۴. دریافت‌شده در ۸ آبان ۱۳۹۳.
3. ↑  «لنوو رسماً مالک موتورولا شد». EnGadget.